# Polistes balder
Polistes balder är en getingart som beskrevs av Kirby 1888. Polistes balder ingår i släktet pappersgetingar, och familjen getingar. Inga underarter finns listade i Catalogue of Life.